# Bagniak długokończysty
Bagniak długokończysty (Philonotis marchica (Hedw.) Brid.) – gatunek mchu należący do rodziny szmotłochowatych (Bartramiaceae). Występuje 
w Europie, Azji, północnej Afryce, Ameryce Północnej, Ameryce Środkowej, Kolumbii i Makaronezji.

## Ochrona
Roślina objęta jest w Polsce częściową ochroną gatunkową na podstawie Rozporządzenia Ministra Środowiska z dnia 9 października 2014 w sprawie ochrony gatunkowej roślin. W latach 2004–2014 podlegała ochronie ścisłej.